# Våre
Våre is een plaats in de Noorse gemeente Karmøy, provincie Rogaland. Våre telt 260 inwoners (2007) en heeft een oppervlakte van 0,39 km².